# Phil Ochs
Philip David Ochs ( /ˈoʊks/; 19 de diciembre de 1940-9 de abril de 1976) fue un compositor y cantante de protesta estadounidense (o, como él prefería, un cantante de actualidad). Ochs era conocido por su agudo ingenio, humor sardónico, activismo político, letras a menudo aliteradas y voz distintiva. Escribió cientos de canciones desde la década de 1960 hasta principios de la de 1970 y lanzó ocho álbumes.
Ochs actuó en muchos eventos políticos durante la era de la contracultura de la década de 1960, incluyendo contra la guerra de Vietnam y manifestaciones de derechos civiles, eventos estudiantiles y eventos del movimiento obrero organizado a lo largo de su carrera, además de muchas apariciones en conciertos en lugares como el Town Hall de la ciudad de Nueva York y Carnegie Hall. Políticamente, Ochs se describió a sí mismo como un "socialdemócrata de izquierda" que se convirtió en un "revolucionario temprano" después de que las protestas en la Convención Nacional Demócrata de 1968 en Chicago condujeran a un motín policial, que tuvo un profundo efecto en su estado de ánimo.
Después de años de escritura prolífica en la década de 1960, la estabilidad mental de Ochs decayó en la década de 1970. Tenía una serie de problemas de salud mental, entre ellos depresión, trastorno bipolar y alcoholismo, y murió por suicidio en 1976.
Las influencias de Ochs incluyeron a Woody Guthrie, Pete Seeger, Buddy Holly, Elvis Presley, Bob Gibson, Faron Young y Merle Haggard. Sus canciones más conocidas incluyen "I Ain't Marching Anymore", "When I'm Gone", "Changes", "Crucifixion", "Draft Dodger Rag", "Love Me, I'm a Liberal", "Outside of a Small Circle of Friends", "Power and the Glory", "There but for Fortune", "The War Is Over" y "No More Songs".

## Biografía

### Primeros años
Phil Ochs nació el 19 de diciembre de 1940, en El Paso, Texas, hijo de Jacob "Jack" Ochs (1910-1963), un médico que nació en Nueva York de padres judíos polacos, y Gertrude Phin Ochs (1912-1994), que nació en Escocia de padres judíos. Sus padres se conocieron y se casaron en Edimburgo, donde Jack asistía a la escuela de medicina. Después de su matrimonio, se mudaron a los Estados Unidos. Jack, reclutado por el ejército, fue enviado al extranjero cerca del final de la Segunda Guerra Mundial, donde trató a soldados en la batalla de las Ardenas. Sus experiencias de guerra afectaron su salud mental y recibió una baja médica honorable en noviembre de 1945.
Jack, que sufría trastorno bipolar y depresión al regresar a casa, no pudo establecer una práctica médica exitosa y, en cambio, trabajó en una serie de hospitales en todo el país. Como resultado, la familia Ochs se mudó con frecuencia: a Far Rockaway, Queens, Nueva York, cuando Ochs era un adolescente; luego a Perrysburg, Nueva York, en el oeste de Nueva York, donde estudió música por primera vez; y luego a Columbus, Ohio. Ochs creció con una hermana mayor, Sonia (conocida como Sonny, nacida en 1937), y un hermano menor, Michael (nacido en 1943). La familia Ochs era de clase media y judía, pero no religiosa. Su padre estaba distante de su esposa e hijos, y fue hospitalizado por depresión; murió el 30 de abril de 1963, de una hemorragia cerebral. Su madre murió el 9 de marzo de 1994.
En su adolescencia, Ochs fue reconocido como un clarinetista talentoso; en una evaluación, un instructor de música escribió: "Tienes un sentimiento musical excepcional y la habilidad para transferirlo a tu instrumento es abundante". Sus habilidades musicales le permitieron tocar el clarinete con la orquesta del Conservatorio de Música de la Universidad Capital en Ohio, donde alcanzó el estatus de solista principal antes de cumplir los 16 años. Aunque Ochs tocaba música clásica, pronto se interesó por otros sonidos que escuchaba en la radio, como los primeros íconos del rock Buddy Holly y Elvis Presley y artistas de música country como Faron Young, Ernest Tubb, Hank Williams Sr. y Johnny Cash.
Ochs también pasaba mucho tiempo en el cine. Su madre no quería contratar a una niñera y en su lugar les daba dinero a sus hijos para que lo gastaran en el cine. Mientras vivían en Far Rockaway, los hermanos veían de cinco a seis películas por semana, ya que había tres cines en la ciudad. Le gustaban especialmente los héroes de la pantalla grande como John Wayne y Audie Murphy. Más tarde, desarrolló un interés por los rebeldes del cine, incluidos Marlon Brando y James Dean.

### Educación y periodismo: 1956-1961
De 1956 a 1958, Ochs fue estudiante en la Academia Militar Staunton en la zona rural de Virginia, y cuando se graduó regresó a Columbus y se inscribió en la Universidad Estatal de Ohio. Descontento después de su primer trimestre, se tomó una licencia y se fue a Florida. Mientras estaba en Miami, Ochs, de 18 años, fue encarcelado durante dos semanas por dormir en un banco del parque, un incidente que recordaría más tarde:
En algún momento durante el transcurso de esos quince días decidí convertirme en escritor. Mi principal pensamiento era el periodismo... así que, en un instante, decidí: seré escritor y me especializaré en periodismo.

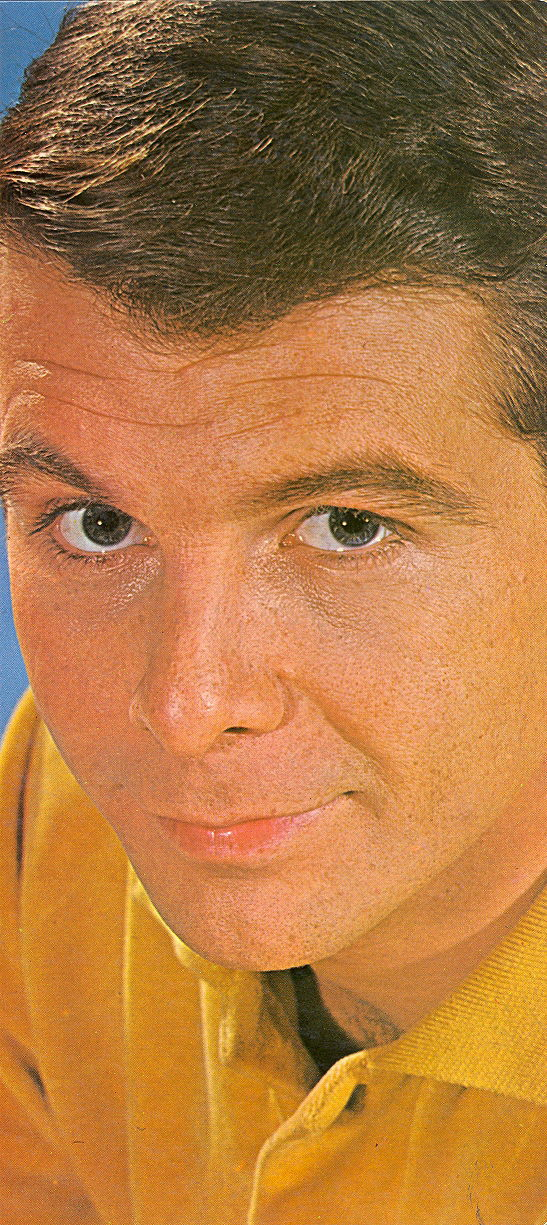
Bob Gibson fue una gran influencia en la escritura de Ochs.

Ochs regresó a la Universidad de Ohio para estudiar periodismo y desarrolló un interés en la política, con un interés particular en la Revolución cubana de 1959. En la Universidad de Ohio, conoció a Jim Glover, un compañero de estudios que era un devoto de la música folk. Glover le presentó a Ochs la música de Pete Seeger, Woody Guthrie y the Weavers. Glover le enseñó a Ochs a tocar la guitarra y debatieron sobre política. Ochs comenzó a escribir artículos de periódico, a menudo sobre temas radicales. Cuando el periódico estudiantil se negó a publicar algunos de sus artículos más radicales, comenzó su propio periódico clandestino llamado The Word, además de escribir para la revista satírica The Sundial, con su compañero de clase R.L. Stine. Sus dos intereses principales, la política y la música, pronto se fusionaron y Ochs comenzó a escribir canciones políticas de actualidad. Ochs y Glover formaron un dúo llamado "The Singing Socialists", más tarde renombrado "The Sundowners", pero el dúo se separó antes de su primera actuación profesional y Glover se fue a Nueva York para convertirse en cantante de folk.
Los padres y el hermano de Ochs se habían mudado de Columbus a Cleveland, y Ochs comenzó a pasar más tiempo allí, actuando profesionalmente en un club de música folk local llamado Farragher's Back Room. Fue telonero de varios músicos en el verano de 1961, incluidos los Smothers Brothers. Ochs conoció también al cantante de música folk Bob Gibson ese verano y, según Dave Van Ronk, Gibson se convirtió en "la influencia seminal" en la escritura de Ochs. Ochs continuó en Ohio State hasta su último año, pero quedó amargamente decepcionado por no ser nombrado editor en jefe del periódico universitario y abandonó los estudios en su último trimestre sin graduarse. Se fue a Nueva York, como lo había hecho Glover, para convertirse en cantante folk.

## Carrera

### Ciudad de Nueva York: 1962-1966
Ochs llegó a la ciudad de Nueva York en 1962 y comenzó a actuar en numerosos clubes nocturnos de música folk, convirtiéndose finalmente en una parte integral de la escena de música folk de Greenwich Village. Surgió como un vocalista poco pulido pero apasionado que escribió canciones incisivas sobre acontecimientos actuales: la guerra, los derechos civiles, las luchas laborales y otros temas. Mientras que otros describían su música como "canciones de protesta", Ochs prefería el término "canciones de actualidad".
Sin embargo, para salir adelante, en noviembre de 1962, Ochs aceptó 50 dólares para grabar un álbum infantil, una colección de canciones populares tradicionales para fogatas, titulado Camp Favorites (1963). En 1963, Cameo Records lanzó este LP económico. Ochs pidió que no se usara su nombre y no fue hasta mucho después de su muerte que se supo de su existencia. The Campers está formado por Ochs (que no aparece en los créditos del disco), una vocalista desconocida y un grupo de niños.
Ochs se describió a sí mismo como un "periodista cantante", diciendo que construyó sus canciones a partir de historias que leyó en Newsweek. En el verano de 1963, ya era lo suficientemente conocido en los círculos folclóricos como para ser invitado a cantar en el Newport Folk Festival, donde interpretó "Too Many Martyrs" (coescrita con Bob Gibson), "Talking Birmingham Jam" y "Power and the Glory", su himno patriótico al estilo de Guthrie que hizo que el público se pusiera de pie. Otros intérpretes en el festival folclórico de 1963 fueron Peter, Paul and Mary, Joan Baez, Bob Dylan y Tom Paxton.
La reaparición de Ochs en Newport en 1964, cuando interpretó "Draft Dodger Rag" y otras canciones, fue ampliamente elogiada. Sin embargo, no fue invitado a aparecer en 1965, el festival en el que Dylan interpretó "Maggie's Farm" con una guitarra eléctrica. Aunque muchos en el mundo del folk criticaron la elección de Dylan, Ochs se divirtió y admiró el coraje de Dylan al desafiar al establishment del folk.
En 1964, interpretó su canción "Talking Vietnam Blues", que fue "la primera canción de protesta en referirse directamente a Vietnam por su nombre".
En 1963, Ochs actuó en el Carnegie Hall de Nueva York y en el Town Hall en el festival Hootenanny. Hizo su primera aparición en solitario en el Carnegie Hall en 1966. A lo largo de su carrera, Ochs actuaría en una amplia gama de lugares, incluidos mítines por los derechos civiles, manifestaciones contra la guerra y salas de conciertos.
Ochs contribuyó con muchas canciones y artículos a la influyente revista Broadside Magazine. Grabó sus primeros tres álbumes para Elektra Records: All the News That's Fit to Sing (1964), I Ain't Marching Anymore (1965) y Phil Ochs in Concert (1966). Los críticos escribieron que cada álbum era mejor que sus predecesores, y los fanes parecían estar de acuerdo; las ventas de discos aumentaron con cada nuevo lanzamiento.
En estos discos, Ochs estaba acompañado únicamente por una guitarra acústica. Los álbumes contienen muchas de las canciones de actualidad de Ochs, como "Too Many Martyrs", "I Ain't Marching Anymore" y "Draft Dodger Rag"; y algunas reinterpretaciones musicales de poesía más antigua, como "The Highwayman (poema)" (poema de Alfred Noyes) y "The Bells" (poema de Edgar Allan Poe). Phil Ochs in Concert incluye algunas canciones más introspectivas, como "Changes" y "When I'm Gone".
Durante el período inicial de su carrera, Ochs y Bob Dylan tuvieron una rivalidad amistosa. Dylan dijo de Ochs: "No puedo seguirle el ritmo a Phil. Y él no deja de mejorar y mejorar". En otra ocasión, cuando Ochs criticó "One of Us Must Know (Sooner or Later)" o "Can You Please Crawl Out Your Window?" (las fuentes difieren), Dylan lo echó de su limusina y le dijo: "No eres un cantante de folk. Eres un periodista".
En 1962, Ochs se casó con Alice Skinner, que estaba embarazada de su hija Meegan, en una ceremonia en el Ayuntamiento con Jim Glover como padrino y Jean Ray como dama de honor, y con la presencia de la exnovia de Dylan, Suze Rotolo. Phil y Alice se separaron en 1965, pero nunca se divorciaron.
Como muchas personas de su generación, Ochs admiraba profundamente al presidente John F. Kennedy, aunque no estaba de acuerdo con él en cuestiones como la invasión de bahía de Cochinos, la crisis de los misiles de Cuba y la creciente participación de Estados Unidos en la guerra civil vietnamita. Cuando Kennedy fue asesinado el 22 de noviembre de 1963, Ochs lloró. Le dijo a su esposa que pensó que iba a morir esa noche. Fue la única vez que ella vio llorar a Ochs.
Los representantes de Ochs durante esta parte de su carrera fueron Albert Grossman (que también representó a Bob Dylan, Peter, Paul y Mary y Gordon Lightfoot), seguido de Arthur Gorson. Gorson tenía vínculos estrechos con grupos como Americans For Democratic Action, el Student Nonviolent Coordinating Committee y Students for a Democratic Society.
Ochs escribía canciones a un ritmo acelerado. Algunas de las canciones que escribió durante este período fueron guardadas y grabadas en sus álbumes posteriores.

### California: 1967-1969
En 1967, Ochs, ahora representado por su hermano Michael, dejó Elektra Records para A&M Records y se mudó a Los Ángeles, California. Grabó cuatro álbumes de estudio para A&M: Pleasures of the Harbor (1967), Tape from California (1968), Rehearsals for Retirement (1969), y el irónicamente titulado Greatest Hits (1970) (que en realidad consistía en todo material nuevo). Para sus álbumes de A&M, Ochs Se alejó de las interpretaciones solistas de guitarra acústica y experimentó con instrumentación de conjunto e incluso orquestal, "folk barroco", con la esperanza de producir un híbrido pop-folk que fuera un éxito.
El crítico Robert Christgau, que escribió en la revista Esquire sobre Pleasures of the Harbor en mayo de 1968, no consideró que esta nueva dirección fuera buena. Aunque describió a Ochs como "sin duda un buen tipo", continuó diciendo: "Es una lástima que su voz muestre un rango efectivo de alrededor de media octava [y] su forma de tocar la guitarra no sufriría mucho si tuviera la mano derecha palmeada". Pleasures of the Harbor, continuó Christgau, "personifica la decadencia que ha infectado al pop desde "Sgt. Pepper". [Los] llamativos arreglos musicales... inspiran nostalgia por el rasgueo de tres acordes".
Con un irónico sentido del humor, Ochs incluyó el comentario de Christgau sobre la "mano palmeada" en su cancionero de 1968 The War is Over en una página titulada "The Critics Raved", frente a una imagen a página completa de Ochs de pie en un gran cubo de basura de metal. A pesar de su sentido del humor, Ochs no estaba contento de que su trabajo no recibiera el reconocimiento de la crítica y el éxito popular que esperaba lograr. Aun así, Ochs bromeaba en la contraportada de Greatest Hits que había 50 fanes de Phil Ochs ("¡50 fans no pueden estar equivocados!"), una referencia sarcástica a un álbum de Elvis Presley que se jactaba de 50 millones de fanes de Elvis.
Ninguna de las canciones de Ochs se convirtió en un éxito, aunque "Outside of a Small Circle of Friends" recibió bastante difusión. Alcanzó el puesto número 119 en la lista nacional "Hot Prospect" de Billboard antes de ser retirada de algunas estaciones de radio debido a su letra, que incluía "fumar marihuana es más divertido que beber cerveza". Fue lo más cerca que estuvo Ochs del Top 40. Joan Báez, sin embargo, tuvo un éxito Top Ten en el Reino Unido en agosto de 1965, alcanzando el puesto número 8 con su grabación de la canción de Ochs "There but for Fortune", que también fue nominado a un Premio Grammy por "Mejor grabación folk".—un buen desempeño, pero no un éxito.
Aunque estaba probando cosas nuevas en el ámbito musical, Ochs no abandonó sus raíces de protesta. Estaba profundamente preocupado por la escalada de la guerra de Vietnam y actuó incansablemente en manifestaciones contra la guerra en todo el país. En 1967, organizó dos manifestaciones para declarar que "La guerra ha terminado" - "¿Está todo el mundo harto de esta apestosa guerra? En ese caso, amigos, hagan lo que yo y miles de otros estadounidenses hemos hecho: declarar el fin de la guerra".—una en Los Ángeles en junio, la otra en Nueva York en noviembre. Continuó escribiendo y grabando canciones contra la guerra, como "The War Is Over" y "White Boots Marching in a Yellow Land". Otras canciones de este período incluyen "Outside of a Small Circle of Friends", inspirada en el asesinato de Kitty Genovese, quien fue apuñalada hasta la muerte afuera de su edificio de apartamentos en la ciudad de Nueva York mientras docenas de sus vecinos ignoraban sus gritos de ayuda, y "William Butler Yeats Visits Lincoln Park and Escapes Unscathed", sobre la desesperación que sintió después de los disturbios policiales de la Convención Nacional Demócrata de 1968 de Chicago.
Ochs también escribía canciones más personales, como "Crucifixion", en la que comparaba las muertes de Jesucristo y del presidente asesinado John F. Kennedy como parte de un "ciclo de sacrificio" en el que la gente construye héroes y luego celebra su destrucción; "Chords of Fame", una advertencia contra los peligros y la corrupción de la fama; "Pleasures of the Harbor", un retrato lírico de un marinero solitario que busca la conexión humana lejos de casa; y "Boy in Ohio", una mirada lastimera a la infancia de Ochs en Columbus.

Ochs, un cinéfilo de toda la vida, incorporó a su música las narrativas de justicia y rebelión que había visto en las películas, describiendo algunas de sus canciones como "cinematográficas". Se sintió decepcionado y amargado cuando su antiguo héroe John Wayne abrazó la guerra de Vietnam con lo que Ochs vio como el patriotismo ciego de la película de Wayne de 1968, The Green Berets:
[Aquí tenemos a John Wayne, que fue una figura artística y psicológica importante en la escena estadounidense, ... que en un momento dado solía hacer películas de soldados que tenían cierta validez, ... un cierto sentido del honor [sobre] lo que estaba haciendo el soldado. ... Incluso si era una película de caballería que hacía algo históricamente deshonroso a los indios, incluso si había un sentimiento de lo que significaba ser un hombre, lo que significaba tener cierto sentido del deber. ... Ahora tenemos al mismo actor haciendo su nueva película de guerra en una guerra tan desesperadamente corrupta que, sin ver la película, estoy seguro de que es perfectamente seguro decir que será una visión casi técnicamente-robótica de la soldadesca, simplemente por definición de cómo se ha deteriorado todo el país. Y creo que sería una función doble muy interesante mostrar una buena película antigua de Wayne como, digamos, She Wore a Yellow Ribbon con The Green Berets. Porque eso sería un comentario muy llamativo sobre lo que le ha sucedido a Estados Unidos en general.
Ochs participó en la creación del Partido Internacional de la Juventud, conocido como los Yippies, junto con Jerry Rubin, Abbie Hoffman, Stew Albert y Paul Krassner. Al mismo tiempo, Ochs apoyó activamente la candidatura más convencional de Eugene McCarthy para las nominación demócrata a la presidencia en 1968, una posición en desacuerdo con el punto de vista más radical de los yippies. Aun así, Ochs ayudó a planificar el "Festival de la Vida" de los yippies, que se llevaría a cabo en la Convención Nacional Demócrata de 1968 junto con manifestaciones de otros grupos contra la guerra, incluido el Comité de Movilización Nacional para Poner Fin a la guerra de Vietnam.
A pesar de las advertencias de que podría haber problemas, Ochs fue a Chicago como invitado de la campaña de McCarthy y para participar en las manifestaciones. Actuó en el Lincoln Park, el Grant Park y el Chicago Coliseum, fue testigo de la violencia perpetrada por la policía de Chicago contra los manifestantes y fue arrestado en un momento dado. Ochs también compró al joven jabalí que se hizo conocido como el candidato presidencial yippie de 1968 "Pigasus el Inmortal" de una granja de Illinois.

Los acontecimientos de 1968 – el asesinato de Martin Luther King Jr. y el asesinato de Robert F. Kennedy semanas después los disturbios policiales de Chicago y la elección de Richard Nixon – dejaron a Ochs desilusionado y deprimido. La portada de su álbum de 1969 Rehearsals for Retirement mostraba una lápida con las palabras:
PHIL OCHS
(AMERICANO)
NACIDO EN EL PASO, TEXAS, 1940
FALLECIDO EN CHICAGO, ILLINOIS, 1968
En el juicio de los Siete de Chicago en diciembre de 1969, Ochs testificó para la defensa. Su testimonio incluyó la recitación de la letra de su canción "I Ain't Marching Anymore". Al salir del juzgado, Ochs cantó la canción para la prensa; para su diversión, su interpretación fue transmitida esa noche por Walter Cronkite en el CBS Evening News.

### Greatest Hits:1970
Después de los disturbios en Chicago y el juicio posterior, Ochs cambió de dirección nuevamente. Los eventos de 1968 lo convencieron de que el estadounidense promedio no escuchaba canciones de actualidad ni respondía a las tácticas de los yippies. Ochs pensó que al tocar el tipo de música que lo había conmovido cuando era adolescente podría hablar más directamente al público estadounidense.
Ochs recurrió a sus raíces musicales en la música country y el rock and roll temprano. Decidió que necesitaba ser "en parte Elvis Presley y en parte Che Guevara", Por eso encargó un traje de lamé dorado al vestuarista de Elvis Presley, Nudie Cohn. Ochs lució el traje dorado en la portada de su álbum de 1970, Greatest Hits, que consistía en canciones nuevas en su mayoría de estilos rock y country.
Ochs salió de gira con el traje dorado, acompañado por una banda de rock, cantando su propio material junto con popurrís de canciones de Buddy Holly, Elvis y Merle Haggard. Sus fanes no sabían cómo reaccionar. Este nuevo Phil Ochs provocó una reacción hostil de su público. Los conciertos de Ochs del 27 de marzo de 1970 en el Carnegie Hall fueron los más exitosos y, al final del segundo espectáculo de esa noche, Ochs había conquistado a muchos de los espectadores. El espectáculo fue grabado y publicado como Gunfight at Carnegie Hall.
Durante este período, Ochs tomaba drogas para poder actuar. Había estado tomando Valium durante años para ayudar a controlar sus nervios, y también bebía mucho. El pianista Lincoln Mayorga dijo sobre ese período: "Se maltrataba físicamente muy mal en esa gira. Bebía mucho vino y tomaba estimulantes. El vino lo empujaba hacia un lado y los estimulantes hacia el otro, y era un desastre. Había tantos fármacos por todos lados, tantas pastillas. Nunca había visto nada parecido". Ochs intentó reducir la ingesta de pastillas, pero el alcohol siguió siendo su droga preferida durante el resto de su vida.
Deprimido por su falta de reconocimiento generalizado y sufriendo de bloqueo del escritor, Ochs no grabó más álbumes. Se hundió más en la depresión y el alcoholismo. A pesar de sus problemas personales, Ochs actuó en el acto benéfico inaugural de Greenpeace el 16 de octubre de 1970, en el Pacific Coliseum en Vancouver, Columbia Británica. Una grabación de su actuación, junto con actuaciones de Joni Mitchell y James Taylor, fue lanzada por Greenpeace en 2009.

## Discografía

### Álbumes de estudio
| Lanzamiento     | Título                          | Discográfica | Billboard Posición en listas |
| --------------- | ------------------------------- | ------------ | ---------------------------- |
| Abril de 1964   | All the News That's Fit to Sing | Elektra      | —                            |
| Febrero de 1965 | I Ain't Marching Anymore        | Elektra      | —                            |
| Noviembre 1967  | Pleasures of the Harbor         | A&M          | 168                          |
| Mayo de 1968    | Tape from California            | A&M          | —                            |
| Abril 1969      | Rehearsals for Retirement       | A&M          | 167                          |
| Febrero de 1970 | Greatest Hits                   | A&M          | 194                          |
| Junio de 1986   | A Toast to Those Who Are Gone   | Rhino        | —                            |

### Colectivos
- 1999 - Philadelphia Folk Festival - 40th Anniversary

### Citas
1. ↑  Jones, Dylan (30 de octubre de 2012). The Biographical Dictionary of Popular Music: From Adele to Ziggy, the Real A to Z of Rock and Pop (en inglés). Macmillan. ISBN 9781250031884.
2. ↑  Stanton, p. 351
3. ↑  Schumacher, p. 13.
4. 1 2  Cohen (1999), p.2
5. 1 2  Deceased Ancestor's Name (14 de junio de 2016). «United States Social Security Death Index». Familysearch.org. Consultado el 10 de marzo de 2017.
6. ↑  Schumacher, págs. 11-12.
7. 1 2  Brend, p. 100.
8. ↑  Schumacher, p. 17.
9. ↑  Schumacher, págs. 20, 23–24.
10. ↑  Eliot (1989), p. 12.
11. ↑  Schumacher, págs. 16–17, 21.
12. ↑  Schumacher, p. 57.
13. ↑  Schumacher, p. 24.
14. 1 2 3  Wolf, Buck (16 de agosto de 2001). «The Sad End of the First Elvis Impersonator». ABC News. Consultado el 31 de octubre de 2015.
15. ↑  Schumacher, págs. 24-27.
16. ↑  Eliot (1989), p. 12, 13.
17. 1 2  Kornfeld, Michael (16 de enero de 2011). «Sonny Ochs Reflects on Her Brother Phil and a New Film About Him». Acoustic Music Scene. Consultado el 18 de enero de 2011.
18. ↑  Eliot (1989), págs. 5, 8, 13.
19. ↑  Schumacher, págs. 26-28.
20. ↑  Doggett, P. (2001). All the News That's Fit to Sing/I Ain't Marching Anymore (CD reissue). Phil Ochs. Elektra.
21. ↑  «Phil and Me». Celebrating Phil Ochs (en inglés). 28 de abril de 2015. Consultado el 27 de junio de 2023.
22. ↑  Houghton, Mick; Allan Jones (March 2011). «The Power and the Glory». Uncut. Página 60.
23. ↑  Schumacher, págs. 33-41.
24. ↑  Schumacher, págs. 41-42.
25. ↑  Schumacher, p. 43.
26. ↑  Schumacher, págs. 44-45.
27. ↑  Hertz, Leba (18 de marzo de 2011). «'Phil Ochs' Review: A Voice Made for Marching». San Francisco Chronicle. Consultado el 20 de noviembre de 2018.
28. ↑  Schumacher, p. 53.
29. ↑  Brend, págs. 101-102.
30. ↑  «Phil Ochs - First Real Album (Campfire Songs)». YouTube. 1963. Consultado el 3 de mayo de 2024 – vía 2 de junio de 2014.
31. ↑  «The Campers – Camp Favorites». Discogs. 1963. Consultado el 3 de mayo de 2024.
32. ↑  «Camp Favorites». Celebrating Phil Ochs (en inglés). 17 de agosto de 2015. Consultado el 3 de mayo de 2024.
33. ↑  Cohen, David. "Another Side of Phil Ochs". 2000.
34. ↑  Buckley, Peter (2003). The Rough Guide to Rock: The Definitive Guide to More Than 1200 Artists and Bands (en inglés) (3 edición). London: Rough Guides. p. 742. ISBN 978-1-85828-457-6.
35. ↑  Schumacher, p. 54.
36. ↑  Schumacher, págs. 59–63.
37. ↑  Schumacher, p. 84.
38. ↑  Schumacher, págs. 98, 101–104.
39. ↑  Ochs, Phil (12 de agosto de 1967). «It Ain't Me, Babe». The Village Voice.
40. ↑  Auslander, Ben H. (Summer 1981). «If You Wanna End War And Stuff, You Gotta Sing Loud». Journal of American Culture 4: 108. doi:10.1111/j.1542-734X.1981.0402_108.x.
41. ↑  Schumacher, p. 67.
42. ↑  Schumacher, págs. 112-115.
43. ↑  Cohen (1999), págs. 12-15.
44. ↑  Schumacher, págs. 54-55.
45. ↑  «Smithsonian Folkways Recordings». Folkways.si.edu. Consultado el 24 de marzo de 2018.
46. ↑  Cohen (1999), págs. 189-191.
47. ↑  Schumacher, págs. 91–92, 117.
48. ↑  Eliot (1989), págs. 77, 86–89, 99–103.
49. ↑  Schumacher, págs. 76–77, 90–91, 116–117.
50. ↑  Dallas, Karl (27 de noviembre de 1965). «Dylan Said It—'I Can't Keep Up With Phil'». Melody Maker. p. 10.
51. ↑  Schumacher, p. 106.
52. ↑  Rotolo, Suze (2008). A freewheelin' time: a memoir of Greenwich Village in the sixties. New York: Broadway Books. p. 249. ISBN 978-0-7679-2687-4.
53. ↑  Eliot (1979), págs. 61-63.
54. ↑  Schumacher, págs. 58, 67, 92.
55. ↑  Eliot (1989), p. 148.
56. ↑  Schumacher, p. 68.
57. ↑  Schumacher, págs. 68–69.
58. ↑  Eliot (1989), p. 64, 94.
59. ↑  Eliot (1989), págs. 66-67.
60. ↑  Schumacher, págs. 118, 149.
61. ↑  Schumacher, págs. 129–130, 134.
62. ↑  Cohen (1999), págs. 191–193.
63. ↑  Brend, p. 106.
64. ↑  Eliot (1989), págs. 131-133.
65. ↑  Christgau, Robert (mayo de 1968). «Dylan-Beatles-Stones-Donovan-Who, Dionne Warwick and Dusty Springfield, John Fred, California». Esquire. Consultado el 24 de enero de 2009.
66. ↑  Ochs (1968), p. 44.
67. ↑  Schumacher, p. 166.
68. ↑  Schumacher, p. 226.
69. ↑  Eliot (1989), págs. 136-137.
70. ↑  Warner, Jay (2008). Notable Moments of Women in Music. Milwaukee, Wisc.: Hal Leonard. p. 133. ISBN 978-1-4234-2951-7.
71. ↑  Phil Ochs entrevistado en el Pop Chronicles (1969)
72. ↑  Taylor, Timothy Dean (1997). Global Pop: World Music, World Markets. New York City: Routledge. p. 225. ISBN 978-0-415-91872-5. (requiere registro).
73. ↑  Schumacher, p. 95.
74. ↑  Ochs, Phil (23 de noviembre de 1967). «Have You Heard? The War is Over!». The Village Voice.; reimpreso en Ochs (1968), p. 92; extraído en Schumacher, p. 171.
75. ↑  Schumacher, pp. 139–148, 170–173.
76. ↑  Schumacher, págs. 149, 208.
77. 1 2  Eliot (1989), p. 193.
78. ↑  Schumacher, págs. 110, 160, 214-215, 223-224.
79. ↑  Cunningham, Sis; Gordon Friesen (1968). «Entrevista con Phil Ochs». Broadside Magazine (91).; citado en Schumacher, p. 178.
80. ↑  Eliot (1989), p. 140.
81. ↑  Schumacher, p. 182-184.
82. ↑  A pesar de sus desacuerdos, los Yippies usaron varias canciones de Ochs en sus medios, en particular, la canción contra la guerra "I Ain't Marching Anymore". Por ejemplo, véase este documental producido por los yippies  (enlace roto disponible en este archivo)..
83. ↑  Brend, págs. 106-107.
84. ↑  Schumacher, págs. 194-196.
85. ↑  Véase también el documental Conventions: The Land Around Us en Vimeo
86. ↑  Institute, Bathroom Readers' (octubre de 2011).  Simon and Schuster, ed. Uncle John's Unsinkable Bathroom Reader. ISBN 9781607104605.
87. ↑  «YIPPIE Party Pigasus the Immortal 1969 Inauguration Vietnam Pinback Button Lot». Collectors Weekly.
88. ↑  Schumacher, págs. 201, 204.
89. ↑  Schumacher, p. 211.
90. ↑  Eliot (1989), pp. 175-188.
91. ↑  Schumacher, pp. 222–223.
92. 1 2  Schumacher, p. 224.
93. ↑  Schumacher, p. 227.
94. ↑  Brend, p. 108.
95. ↑  Schumacher, págs. 227-233.
96. ↑  Schumacher, págs. 216-217, 233.
97. ↑  Schumacher, p. 233.
98. 1 2  Eliot (1989), págs. 207, 213, 236.
99. 1 2  Schumacher, págs. 260, 265, 275, 301–302, 310–311.
100. ↑  Schumacher, págs. 226, 235, 255.
101. 1 2  Farewells & Fantasies (CD). Phil Ochs. Elektra. 1997. p. 91. R2 73518.